# Eva Knardahl
Eva Knardahl Freiwald (* 10. Mai 1927 in Oslo; † 3. September 2006 ebenda) war eine norwegische klassische Pianistin, die gleichermaßen als musikalisches Wunderkind wie als erwachsene Künstlerin Karriere machte.
Ihr Debüt spielte sie im Alter von 12 Jahren mit dem Oslo Philharmonic Orchestra (Johann Sebastian Bach Concerto in f-Moll, Joseph Haydn, Konzert in D-Dur, Carl Maria von Weber, Klavierkonzert Nr. 1 C-Dur op. 11) und wurde dafür von der Kritik hoch gelobt.
1946 übersiedelte sie in die USA und verfolgte dort fünfzehn Jahre eine hervorragende Arbeit mit dem Minnesota Orchestra, bevor sie 1967 nach Norwegen zurückkehrte. Sie wurde ein fester Bestandteil der norwegischen Klassikszene und erste Professorin für Kammermusik an der Norwegischen Hochschule für Musik.
Den bekanntesten Teil ihres künstlerischen Schaffens nimmt die Interpretation des Klavierwerks von Edvard Grieg ein.

## Preise und Auszeichnungen
- 1968 Kritikerprisen (Norwegischer Kritikerpreis)
- 1977 Norsk kulturråds ærespris (Ehrenpreis des Norwegischen Kulturrats)
- 1979 Ritter 1. Klasse im Den Kongelige Norske St. Olavs Orden (Königlich Norwegischer Sankt Olafs Orden), für hervorragendes künstlerisches Schaffen
- 1982 Gammleng-prisen  (Gammleng-Preis, Klassische Musik)
- 1982 Spellemannprisen in der Kategorie Klassische Musik / Neue Musik für ihr Album Norwegian Music For the Piano
- 1984 Ernennung zur ersten Professorin für Kammermusik an der Norges Musikkhøgskole (Norwegische Hochschule für Musik)
- 1986 Spellemannprisen in der Kategorie Klassische Musik / Neue Musik für ihr Album Grieg sonater for fiolin/klaver og cello/klaver (Sonaten für Klavier und Violine von Edvard Grieg, mit Arve Tellefsen, Aage Kvalbein und Jens Harald Bratlie)
- 1995 Ernennung zum Æresmedlem Nasjonalballetten (Ehrenmitglied des Nationalballetts)

| Personendaten    | Personendaten                               |
| ---------------- | ------------------------------------------- |
| NAME             | Knardahl, Eva                               |
| ALTERNATIVNAMEN  | Knardahl Freiwald, Eva (vollständiger Name) |
| KURZBESCHREIBUNG | norwegische klassische Pianistin            |
| GEBURTSDATUM     | 10. Mai 1927                                |
| GEBURTSORT       | Oslo                                        |
| STERBEDATUM      | 3. September 2006                           |
| STERBEORT        | Oslo                                        |